# Al son del indianu
Al son del indianu è il quinto album di Hevia, pubblicato il 25 marzo 2018.

## Tracce
1. Danzonete – 3:51
2. Al son del indianu – 4:05
3. Bachata para un Intermedio – 4:03
4. Asturias Chachachá – 6:17
5. El Día Que Me Quieras en la Habana – 4:25
6. El Son de la Capitana – 3:51
7. El Berrido – 3:40
8. Rumba de Reyes – 4:27
9. Volver al Bolero – 4:00
10. Alborada Merengada – 4:10
11. Gaita y Tambor para Asturias de Albéniz – 5:46